# Zentralinstitut für Kybernetik und Informationsprozesse

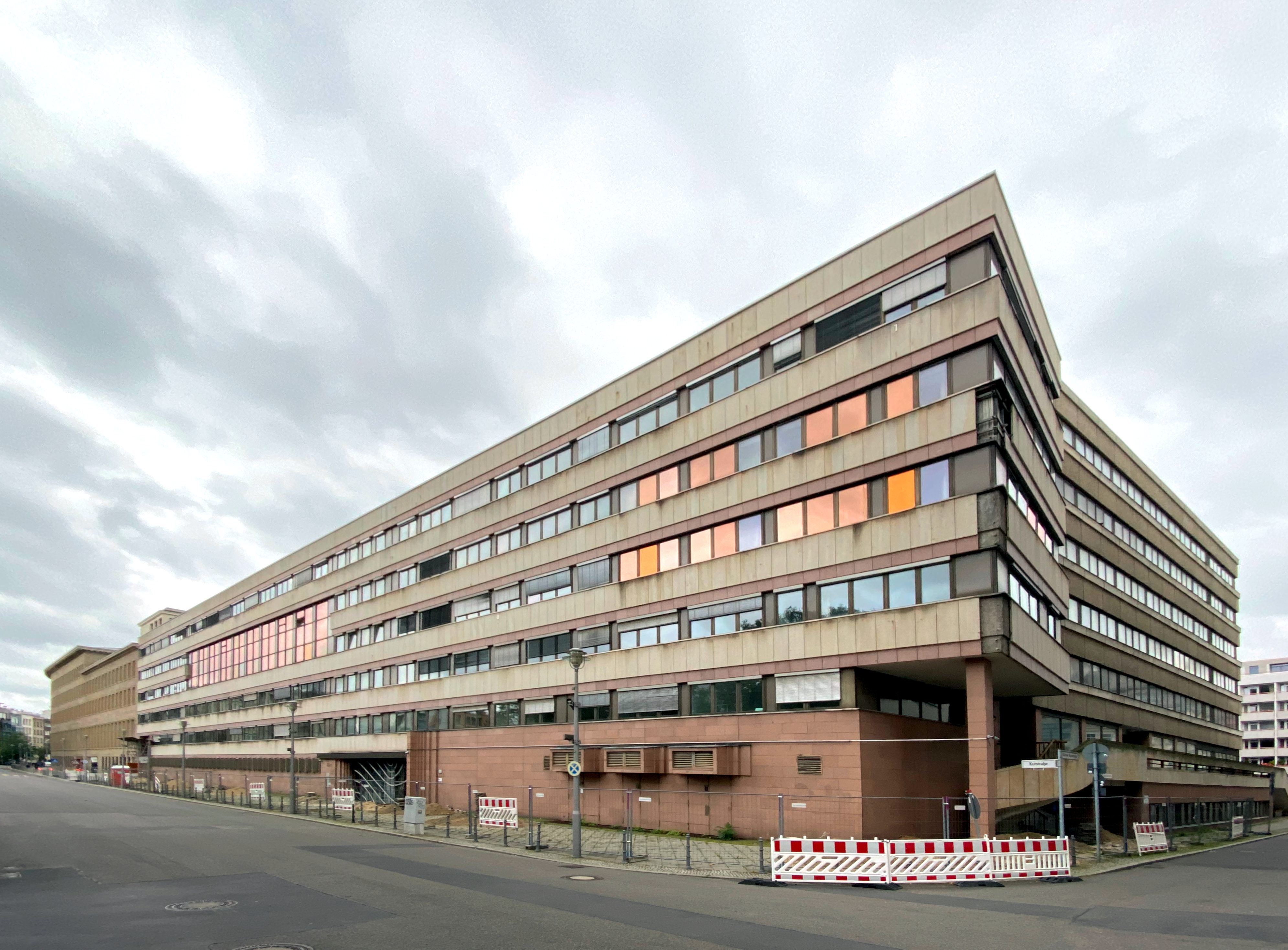
Hauptsitz des ZKI in Berlin-Mitte, links der Haupteingang Kurstraße 33 (Ansicht von 2021)

Das Zentralinstitut für Kybernetik und Informationsprozesse (ZKI) war eine außeruniversitäre Forschungseinrichtung in der DDR, die zur Akademie der Wissenschaften der DDR gehörte. Arbeitsgebiet der Einrichtung war die anwendungsorientierte Forschung auf dem Gebiet der Kybernetik und Informatik. Das Institut hatte seinen Hauptsitz in Ost-Berlin und ein Institutsteil in Dresden. Das Zentralinstitut wurde 1969 gegründet und 1991 aufgelöst.

## Geschichte
Einer der Vorläufer des Zentralinstituts war das 1955 an der Technischen Hochschule Dresden gegründete Institut für Regelungstechnik, geleitet von Heinrich Kindler. Dort wurde auch industrienahe Forschungen betrieben, z. B. die Entwicklung des Steuerungssystems DRELOBA sowie des universellen Programmsystems zum rechnergestützten Entwurf digitaler Steuerungen RENDIS. 1957 gründete die Deutsche Akademie der Wissenschaften (DAW) eine Arbeitsstelle für Regelungs- und Steuerungstechnik in Dresden, die 1962 zum Akademie-Institut wurde. Kindler leitete in Personalunion bis 1969 sowohl das Akademie-Institut als auch das TH-Institut für Regelungstechnik. Am Akademie-Institut arbeiteten u. a. Karl Reinisch, Heinz Töpfer, Siegfried Pilz, Hans-Joachim Zander und Georg Bretthauer.
1969 wurde in Berlin das Zentralinstitut für Kybernetik und Informationsprozesse (ZKI) gegründet, dem das Dresdner Institut für Regelungs- und Steuerungstechnik als Institutsteil angeschlossen wurde. Zum Gründungsdirektor des Zentralinstituts wurde Horst Völz berufen. Ihm folgte 1977 Volker Kempe, der diese Funktion bis 1990 ausübte. Das ZKI residierte in Berlin in einem 1981 fertiggestellten Gebäude nahe dem Spittelmarkt (Kurstraße 33), an der Südseite des Gebäudes des Zentralkomitees (ZK). ZKI-Mitarbeiter konnten die Kantine des ZK nutzen. Der zweite Standort in Berlin befand sich inmitten anderer AdW-Institute in Adlershof (heute „WISTA“). Der Dresdner Institutsteil war auf dem Gelände der TU Dresden untergebracht, im Recknagelbau in der Haeckelstraße 20.
1990 waren am ZKI in Berlin noch etwa 400 Mitarbeiter beschäftigt, 60 % davon waren wissenschaftliche Mitarbeiter. In Dresden beschäftigte das ZKI zum selben Zeitpunkt gut 130 Mitarbeiter, knapp zwei Drittel davon wissenschaftliche Mitarbeiter. Der Jahreshaushalt des gesamten ZKI hatte ein Volumen von 30 Millionen Mark. Damit war das ZKI die größte Einrichtung des Bereichs Mathematik/Informatik in der DDR.
Nach dem Ende der DDR wurde auch die Akademie der Wissenschaften der DDR (AdW) aufgelöst, ihre Institute bestanden bis Ende 1991. Der Wissenschaftsrat evaluierte die Institute und Einrichtungen der AdW, dabei waren die außeruniversitären Einrichtungen der Mathematik, Informatik, Automatisierung und Mechanik zu einem Gebiet zusammengefasst. Teilweise gab es auch Empfehlungen, Arbeitsgruppen oder neue Institute aus Teilen vormals getrennter Forschungseinrichtungen zu schaffen. Zusammen mit dem ZKI wurde so das Institut für Informatik und Rechentechnik (IIR), das Institut für Automatisierung (IfA), das Institut für Mechanik (IMech) und das Karl-Weierstraß-Institut für Mathematik (IMath) begutachtet. Laut dieses Gutachtens hatte Grundlagenforschung in der Informatik in der DDR einen schweren Stand, weil die Basis an den Hochschulen zu schmal war und sich die Forschung und Entwicklung im Bereich von Informations- und Kommunikationstechnologien angesichts des COCOM-Embargos und Devisen-Mangels zu sehr auf die Nachentwicklung westlicher Produkte konzentrierte. Zudem bestimmten Großprojekte der staatlichen Technologiepolitik den Kurs, ohne entsprechende Bedingungen für den Erfolg zu schaffen. Dennoch gab es einzelne erfolgreiche Arbeitsgruppen, zudem war das Durchschnittsalter der ZKI-Wissenschaftler im Vergleich zu anderen AdW-Instituten nicht hoch. Daher empfahl der Wissenschaftsrat die Fortsetzung folgender Gruppen und Arbeitsgebiete in anderem institutionellen Rahmen:
- Fraunhofer-Institut für Produktionsanlagen und Konstruktionstechnik (IPK) in Berlin sollte Teile der Abteilung „Bildverarbeitung“ und die Abteilung „Planung und Steuerung diskreter technischer Systeme mit kooperierenden Prozessen“ übernehmen
- GMD-Forschungszentrum Informationstechnik in Berlin übernahm Teile der Abteilung „Rechnerarchitektur“
- Fraunhofer-Institut für Verkehrs- und Infrastruktursysteme (IVI) in Dresden übernahm Teile des Dresdner ZKI-Institutsteils

## Arbeitsgebiete
Im Berliner Institutsteil des ZKI gab es 1989 folgende Forschungsrichtungen:
- Bildverarbeitung
- Informatik in Entwurf und Fertigung
- Rechnergestützte Systemforschung und Management
- Künstliche Intelligenz
- Rechnerarchitektur
- Magnetismusbasierte Systeme der Informationstechnik
- Kognitionspsychologie, geleitet von Friedhart Klix. Der Ansatz der Verknüpfung von „Ingenieurspsychologie“ mit Methoden der Informatik blieb bei komplexeren Problemen letztlich ohne Erfolg.[5] Klix' Hauptaufgabe blieb die Leitung des Instituts für Psychologie der Humboldt-Universität.[6]

Der Dresdner Institutsteil des ZKI hatte bis Anfang der 1980er Jahre den Schwerpunkt in der Regelungs- und Steuerungstechnik. 1982 startete die DDR-Führung ein Programm zur Entwicklung und Förderung der Mikroelektronik, die später im „Megachip“ resultiere. In dieses Programm wurde das Dresdner Institutsteil des ZKI eingebunden und entwickelte entsprechend weitere Forschungsrichtungen:
- Schaltsysteme/Systementwurf: Automatisierung des Schaltkreis- und Systementwurfs
- Diskrete Steuerungen: Verfahren und Werkzeuge zum Entwurf komplexer Steuerungssysteme
- Regelungssysteme: Rechnergestützter Entwurf von Regelungssystemen und operative Lenkung großer Systeme